# Primera B 2002 (Colombia)
La  Temporada 2002 de la Primera B fue la decimotercera de la segunda división del fútbol profesional colombiano.
El torneo de Primera B se jugó mezclado con el Torneo Nacional de Reservas, por lo que se entregaron dos títulos al final del año: el campeón de la Primera B con ascenso directo a la Primera A  en 2003 y el campeón de reservas. En total jugaron 27 equipos, 14 del torneo de ascenso y 13 de reservas de la Primera A.
A partir de esta temporada se acabó la posibilidad de ascenso de la Primera C, manejada por la División Aficionada del Fútbol Colombiano, a la Primera B organizada por la División Mayor del Fútbol Colombiano.

## Relevo anual de clubes
| Ascendidos a la Primera A                                             |
| --------------------------------------------------------------------- |
| Deportes Quindío (Campeón de la Primera B 2001)                       |
| Unión Magdalena (Ganador del Triangular de promoción 2001)            |
| Atlético Bucaramanga (Segundo lugar del Triangular de promoción 2001) |

| Descendidos a la Primera B |
| -------------------------- |
| No hubo                    |

| Ascendidos a la Primera B                               |
| ------------------------------------------------------- |
| Independiente Medellín B (Campeón de la Primera C 2001) |

| Descendidos a la Primera C |
| -------------------------- |
| Ninguno                    |

## Clubes participantes

### Clubes de la Primera B
- Desaparecen Atlético Barranquilla y Expreso Palmira F. C.
- Nacen Centauros Villavicencio y Dimerco Popayán.
- Desaparece Unión Soacha y nace Pumas de Casanare.[2]
- El Club Fair Play es renombrado como Chía Fair Play.
- El club El Cóndor es renombrado como Cóndor Real Bogotá.

| Equipo                        | Ciudad/Municipio | Estadio                                |
| ----------------------------- | ---------------- | -------------------------------------- |
| Alianza Petrolera             | Barrancabermeja  | Estadio Daniel Villa Zapata            |
| Bello F. C.                   | Bello            | Estadio Tulio Ospina                   |
| Centauros Villavicencio       | Villavicencio    | Estadio Manuel Calle Lombana           |
| Chía Fair Play                | Chía             | Estadio La Luna                        |
| Chicó F. C.                   | Zipaquirá        | Estadio Municipal Los Zipas            |
| Cóndor Real Bogotá            | Bogotá           | Estadio Campincito                     |
| Cúcuta Deportivo              | Cúcuta           | Estadio General Santander              |
| Deportivo Rionegro            | Rionegro         | Estadio Alberto Grisales               |
| Dimerco Popayán               | Popayán          | Estadio Ciro López                     |
| El Cerrito                    | El Cerrito       | Estadio Alfredo Vásquez Cobo           |
| Escuela Carlos Sarmiento Lora | Cali             | Estadio Olímpico Pascual Guerrero      |
| Girardot F.C .                | Girardot         | Estadio Luis Antonio Duque Peña        |
| Itagüí F. C.                  | Itagüí           | Estadio Metropolitano Ciudad de Itagüí |
| Pumas de Casanare             | Yopal            | Estadio Pier Lora Muñoz                |

### Reservas de los clubes profesionales
| Equipo                   | Ciudad/Municipio |
| ------------------------ | ---------------- |
| América de Cali B        | Cali             |
| Atlético Huila B         | Neiva            |
| Atlético Nacional B      | Medellín         |
| Cortuluá B               | Tuluá            |
| Deportes Tolima B        | Ibagué           |
| Deportivo Cali B         | Cali             |
| Deportivo Pereira B      | Pereira          |
| Independiente Medellín B | Medellín         |
| Junior B                 | Barranquilla     |
| Millonarios B            | Bogotá           |
| Once Caldas B            | Manizales        |
| Real Cartagena B         | Cartagena        |
| Santa Fe B               | Bogotá           |

## Sistema de juego
Se disputó en tres fases, la primera con tres nonagonales regionales (Norte, Centro y Sur). Los seis primeros de cada una clasificaron al segundo semestre, en el cual se jugaron tres hexagonales. Al término de los mismos los equipos fueron separados en dos tablas, una para los equipos de la "Primera B" y otra para las reservas con el fin de definir a los finalistas de cada certamen. 

## Primera fase

### Zona Norte
| Pos | Equipo                   | Pts | PJ | G  | E | P  | GF | GC | DIF |
| --- | ------------------------ | --- | -- | -- | - | -- | -- | -- | --- |
| 1.  | Alianza Petrolera        | 33  | 16 | 11 | 0 | 5  | 36 | 20 | 16  |
| 2.  | Deportivo Rionegro       | 30  | 16 | 9  | 3 | 4  | 29 | 17 | 12  |
| 3.  | Itagüí F. C.             | 27  | 16 | 8  | 3 | 5  | 19 | 18 | 1   |
| 4.  | Independiente Medellín B | 24  | 16 | 7  | 3 | 6  | 23 | 27 | -4  |
| 5.  | Real Cartagena B         | 22  | 16 | 6  | 4 | 6  | 16 | 22 | -6  |
| 6.  | Junior B                 | 21  | 16 | 6  | 3 | 7  | 20 | 22 | -2  |
| 7.  | Atlético Nacional B      | 20  | 16 | 5  | 5 | 6  | 20 | 16 | 4   |
| 8.  | Bello F. C.              | 13  | 16 | 3  | 4 | 9  | 10 | 18 | -8  |
| 9.  | Girardot F. C.           | 12  | 16 | 3  | 3 | 10 | 14 | 27 | -13 |

### Zona Centro
| Pos | Equipo                  | Pts | PJ | G  | E | P | GF | GC | DIF |
| --- | ----------------------- | --- | -- | -- | - | - | -- | -- | --- |
| 1.  | Centauros Villavicencio | 36  | 16 | 11 | 3 | 2 | 32 | 17 | 15  |
| 2.  | Chicó F. C.             | 27  | 16 | 7  | 6 | 3 | 23 | 16 | 7   |
| 3.  | Cúcuta Deportivo        | 27  | 16 | 8  | 3 | 5 | 18 | 15 | 3   |
| 4.  | Atlético Huila B        | 24  | 16 | 6  | 6 | 4 | 20 | 19 | 1   |
| 5.  | Santa Fe B              | 22  | 16 | 6  | 4 | 6 | 20 | 18 | 2   |
| 6.  | Pumas de Casanare       | 19  | 16 | 4  | 7 | 5 | 20 | 21 | -1  |
| 7.  | Cóndor Real Bogotá      | 15  | 16 | 3  | 6 | 7 | 18 | 20 | -2  |
| 8.  | Chía Fair Play          | 12  | 16 | 2  | 6 | 8 | 13 | 22 | -9  |
| 9.  | Millonarios B           | 10  | 16 | 1  | 7 | 8 | 12 | 28 | -16 |

### Zona Sur
| Pos | Equipo                        | Pts | PJ | G | E | P  | GF | GC | DIF |
| --- | ----------------------------- | --- | -- | - | - | -- | -- | -- | --- |
| 1.  | Dimerco Popayán               | 31  | 16 | 8 | 7 | 1  | 21 | 10 | 11  |
| 2.  | Deportes Tolima B             | 29  | 16 | 9 | 2 | 5  | 21 | 15 | 6   |
| 3.  | Deportivo Cali B              | 28  | 16 | 7 | 7 | 2  | 21 | 16 | 5   |
| 4.  | América de Cali B             | 24  | 16 | 6 | 6 | 4  | 21 | 14 | 7   |
| 5.  | Once Caldas B                 | 22  | 16 | 5 | 7 | 4  | 18 | 17 | 1   |
| 6.  | Cortuluá B                    | 21  | 16 | 6 | 3 | 7  | 15 | 19 | -4  |
| 7.  | Escuela Carlos Sarmiento Lora | 16  | 16 | 4 | 4 | 8  | 13 | 17 | -4  |
| 8.  | El Cerrito                    | 14  | 16 | 4 | 2 | 10 | 12 | 26 | -14 |
| 9.  | Deportivo Pereira B           | 10  | 16 | 2 | 4 | 10 | 12 | 20 | -8  |

## Segunda fase

### Zona Norte
| Pos | Equipo                   | Pts | PJ | G | E | P | GF | GC | DIF |
| --- | ------------------------ | --- | -- | - | - | - | -- | -- | --- |
| 1.  | Alianza Petrolera        | 17  | 10 | 5 | 2 | 3 | 17 | 10 | 7   |
| 2.  | Deportivo Rionegro       | 17  | 10 | 5 | 2 | 3 | 14 | 12 | 2   |
| 3.  | Junior B                 | 16  | 10 | 4 | 4 | 2 | 13 | 11 | 2   |
| 4.  | Independiente Medellín B | 15  | 10 | 4 | 3 | 3 | 16 | 16 | 0   |
| 5.  | Real Cartagena B         | 10  | 10 | 2 | 2 | 4 | 10 | 13 | -3  |
| 6.  | Itagüí F. C.             | 6   | 10 | 1 | 3 | 6 | 13 | 21 | -8  |

### Zona Centro
| Pos | Equipo                  | Pts | PJ | G | E | P | GF | GC | DIF |
| --- | ----------------------- | --- | -- | - | - | - | -- | -- | --- |
| 1.  | Centauros Villavicencio | 23  | 10 | 7 | 2 | 1 | 17 | 8  | 9   |
| 2.  | Cúcuta Deportivo        | 22  | 10 | 7 | 1 | 2 | 17 | 6  | 11  |
| 3.  | Chicó F. C.             | 16  | 10 | 5 | 1 | 4 | 12 | 8  | 4   |
| 4.  | Pumas de Casanare       | 13  | 10 | 3 | 4 | 3 | 11 | 14 | -3  |
| 5.  | Atlético Huila B        | 6   | 10 | 2 | 0 | 8 | 8  | 18 | -10 |
| 6.  | Santa Fe B              | 5   | 10 | 1 | 2 | 7 | 7  | 18 | -11 |

### Zona Sur
| Pos | Equipo            | Pts | PJ | G | E | P | GF | GC | DIF |
| --- | ----------------- | --- | -- | - | - | - | -- | -- | --- |
| 1.  | Once Caldas B     | 22  | 10 | 6 | 4 | 0 | 16 | 6  | 10  |
| 2.  | América de Cali B | 20  | 10 | 6 | 2 | 2 | 15 | 8  | 7   |
| 3.  | Deportes Tolima B | 16  | 10 | 4 | 4 | 2 | 19 | 12 | 7   |
| 4.  | Dimerco Popayán   | 11  | 10 | 3 | 2 | 5 | 13 | 12 | 1   |
| 5.  | Deportivo Cali B  | 7   | 10 | 2 | 1 | 7 | 15 | 27 | -12 |
| 6.  | Cortuluá B        | 6   | 10 | 1 | 3 | 6 | 9  | 22 | -13 |

## Reclasificación
Se formaron dos tablas con los equipos clasificados, una con los equipos de reservas y otra con los equipos con derecho a ascenso, los dos primeros de cada tabla clasificaron a su respectiva final.

### Ascenso
| Pos | Equipo                  | Pts | PJ | G  | E  | P  | GF | GC | DIF |
| --- | ----------------------- | --- | -- | -- | -- | -- | -- | -- | --- |
| 1.  | Centauros Villavicencio | 59  | 26 | 18 | 5  | 5  | 49 | 25 | 24  |
| 2.  | Alianza Petrolera       | 50  | 26 | 16 | 2  | 8  | 53 | 30 | 23  |
| 3.  | Cúcuta Deportivo        | 49  | 26 | 15 | 4  | 7  | 35 | 21 | 14  |
| 4.  | Deportivo Rionegro      | 47  | 26 | 14 | 7  | 7  | 43 | 29 | 14  |
| 5.  | Chicó F. C.             | 43  | 26 | 12 | 7  | 7  | 35 | 24 | 11  |
| 6.  | Dimerco Popayán         | 42  | 26 | 11 | 9  | 6  | 34 | 22 | 12  |
| 7.  | Itagüí F. C.            | 33  | 26 | 9  | 6  | 11 | 32 | 39 | -7  |
| 8.  | Pumas de Casanare       | 32  | 26 | 7  | 11 | 8  | 31 | 35 | -4  |

### Reservas
| Pos | Equipo                   | Pts | PJ | G  | E  | P  | GF | GC | DIF |
| --- | ------------------------ | --- | -- | -- | -- | -- | -- | -- | --- |
| 1.  | Deportes Tolima B        | 45  | 26 | 13 | 6  | 7  | 40 | 27 | 13  |
| 2.  | América de Cali B        | 44  | 26 | 12 | 8  | 6  | 36 | 22 | 14  |
| 3.  | Once Caldas B            | 44  | 26 | 11 | 11 | 4  | 34 | 23 | 11  |
| 4.  | Independiente Medellín B | 39  | 26 | 11 | 6  | 9  | 39 | 43 | -4  |
| 5.  | Junior B                 | 37  | 26 | 10 | 7  | 9  | 33 | 33 | 0   |
| 6.  | Deportivo Cali B         | 35  | 26 | 9  | 8  | 9  | 36 | 43 | -7  |
| 7.  | Real Cartagena B         | 32  | 26 | 8  | 8  | 10 | 26 | 35 | -9  |
| 8.  | Atlético Huila B         | 30  | 26 | 8  | 6  | 12 | 28 | 37 | -9  |
| 9.  | Santa Fe B               | 27  | 26 | 7  | 6  | 13 | 27 | 36 | -9  |
| 10. | Cortuluá B               | 27  | 26 | 7  | 6  | 13 | 24 | 41 | -17 |

## Finales

### Reservas
| Fecha | Ciudad | Equipo local      | Resultado | Equipo visitante  |
| --- | ------ | ----------------- | --------- | ----------------- |
| 16 de noviembre                                                                                              | Cali   | América de Cali B | 2 - 3     | Deportes Tolima B |
| 24 de noviembre                                                                                              | Ibagué | Deportes Tolima B | 0 - 1     | América de Cali B |
| Deportes Tolima B es el campeón de reservas con el marcador global de 3-3 por la regla del gol de visitante. |        |                   |           |                   |

### Ascenso
| Fecha | Ciudad          | Equipo local            | Resultado | Equipo visitante        |
| --- | --------------- | ----------------------- | --------- | ----------------------- |
| 17 de noviembre | Barrancabermeja | Alianza Petrolera       | 0 - 0     | Centauros Villavicencio |
| 24 de noviembre | Villavicencio   | Centauros Villavicencio | 1 - 0     | Alianza Petrolera       |
| Centauros Villavicencio se corona campeón con el marcador global de 1-0 y asciende a la Categoría Primera A en la temporada 2003. |                 |                         |           |                         |

### Gran final Ascenso Vs. Reservas
| Fecha                                                                             | Ciudad        | Equipo local            | Resultado | Equipo visitante        |
| --------------------------------------------------------------------------------- | ------------- | ----------------------- | --------- | ----------------------- |
| 30 de noviembre                                                                   | Ibagué        | Deportes Tolima B       | 1 - 3     | Centauros Villavicencio |
| 8 de diciembre                                                                    | Villavicencio | Centauros Villavicencio | 3 - 1     | Deportes Tolima B       |
| Centauros Villavicencio es el gran campeón del año con el marcador global de 6-2. |               |                         |           |                         |

|                                             |
| Bandera de Colombia                         |
| Campeón Centauros Villavicencio 1.er título |

## Goleadores
| Jugador                | Equipo                   | Goles |
| ---------------------- | ------------------------ | ----- |
| Freddy Guirán          | Alianza Petrolera        | 17    |
| Eric Cantillo          | Alianza Petrolera        | 13    |
| Wilmides Cotes         | Chicó F. C.              | 13    |
| Diego Fernando Salazar | Deportes Tolima B        | 12    |
| Ricardo Steer          | Independiente Medellín B | 11    |
| Jámerson Rentería      | Junior B                 | 11    |